# برادران صابری
برادران صابری (به پنجابی، اردو: صابری برادران) یک گروه موسیقی از پاکستان است که از نوازندگان قوالی صوفی هستند. این گروه در ابتدا توسط مقبول احمد صابری در سن ۱۱ سالگی تأسیس شد که بعداً به عنوان گروه بچه قوال شناخته شد، برادر بزرگتر او غلام فرید صابری پس از اصرار پدرشان به رهبر گروه پیوست و گروه به زودی به صابری معروف شد برادران آنها هنگام حضور در سالن کارنگی نیویورک در سال ۱۹۷۵اولین نماینده‌های قوالی در غرب بودند. برادران صبری اجرای قوالی‌های متعددی را در سطح جهانی انجام‌داده‌اند.

## اعضای اصلی
- غلام فرید صابری (متولد ۱۹۳۰در کالیانا، پنجاب شرقی - درگذشته ۵ آوریل ۱۹۹۴در کراچی؛ خواننده اصلی، هارمونیوم)
- مقبول احمد صابری (متولد ۱۲ اکتبر ۱۹۴۵در کلیانا - درگذشته ۲۱ سپتامبر ۲۰۱۱در آفریقای جنوبی؛[۳] خواننده اصلی، هارمونیوم)
- کمال احمد خان صابری (متولد ۱۹۳۵- درگذشت ۲۰۰۱؛ آواز، غوغا)
- محمود غزنوی صابری (متولد ۱۹۴۹در کراچی؛ آواز، طبل‌های بونگو، تنبور؛ خواننده دوم پس از مرگ غلام فرید صابری)،
- عمر داراز (کف زدن / کر)،
- عبدالعزیز (کف زدن / کر)،
- مسیح الدین (کر، تنپورا)،
- عبدالکریم (دهولک)،
- محمد انور (نال، تابلا).
- امجد فرید صابری (کف زدن / آواز، تا زمان مرگ پدرش)، خواننده پشتیبانی تا سال ۱۹۹۶، خواننده اصلی، هارمونیوم در گروه جداگانه خود، (مرگ در ۲۲ ژوئن ۲۰۱۶)
- فاضل اسلام صابری (کف زدن / کر)،
- آزمت فرید صابری (کف زدن / کر)،
- سروت فرید صابری (کف زدن / کر)،
- نوید کمال صابری (کف زدن / کر)،
- زبیر کمال صابری (کف زدن / کر)،
- شومیل مقبول صابری (کف زدن / کر)،
- جاوید کمال صابری (کف زدن / کر)،
- غلام جیلانی (کف زدن / کر)،
- عبدالغنی (دهولک)،
- ظفر اسلام صابری (کف زدن / کر)،
- محمد اکرم وارسی (کف زدن / کر)،
- نادیم صدیقی (کف زدن / کر)،
- محمد عاطق صابری (کف زدن / کر)،

## حرفه
برادران صبری در ابتدا کار خود را با اجرای برنامه‌های مقدس صوفیان و مجالس خصوصی آغاز کردند، اولین ضبط آنها به‌طور رسمی در سال ۱۹۵۸ با برچسب EMI Pakistan منتشر شد، یک قوالی اردو با عنوان Mera Koi Nahi Hai Tera Siwa (برای من کسی جز تو وجود ندارد) بود، که بعداً در فیلم پاکستانی عشق حبیب در سال ۱۹۶۵ استفاده شد.

### دهه ۱۹۷۰

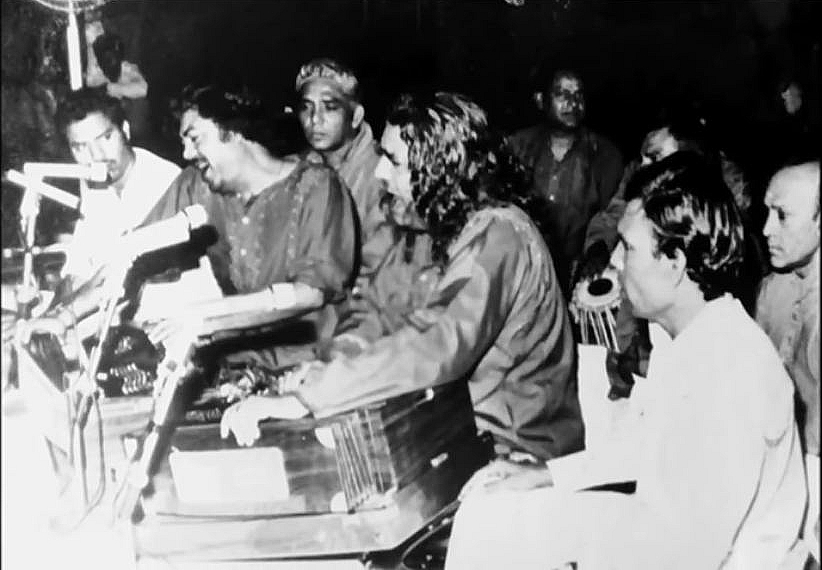
اجرای برادران صابری در سال ۱۹۷۷ در هندوستان

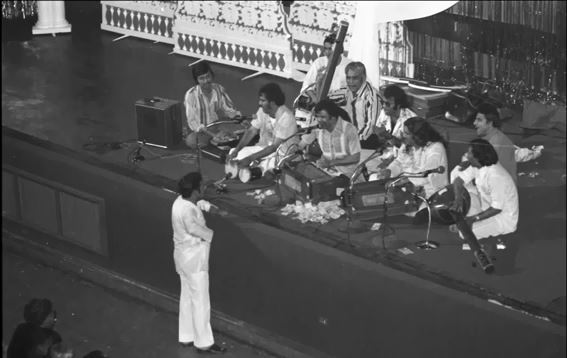
برادران صابری در آفریقای جنوبی ۱۹۷۸

دهه ۱۹۷۰ شاهد ظهور برادران صابری بود. آنها تنها گروه قوالی هستند که دارای نشان «درجه یک» در شرکت تلویزیونی پاکستان.
گروه برادران صابری تورهای اروپا، آسیا و خاورمیانه را تجربه کرده‌است. آنها اولین نمایندگان قوالی به غرب بودند، زمانی که در سال ۱۹۷۵ در تالار کارنگی نیویورک اجرا کردند و تبلیغ و حمایت بیت گوردون انجام دادند. آنها تحت نظارت برنامه هنرهای نمایشی انجمن آسیا در ایالات متحده و کانادا به اجرای برنامه پرداختند و برنامه ای را در مرکز تلویزیونی کالج بروکلین ضبط کردند.
در سال ۱۹۷۷، برادران صابری تور هند را برگزار کردند، که بسیاری از مشاهیر بالیوود در کنسرت‌های آنها شرکت کردند. در طی آن تور، آنها در فیلم هندی سلطان هند - خواجه غریب نواز ظاهر شدند و آفتاب و رسالت مدینه مهی را ضبط کردند که مورد موفقیت بین‌المللی واقع شد.
در سال ۱۹۷۹، آنها یک کنسرت خیریه‌ای برای ساخت مدرسه هنر کراچی اجرا کردند که بعداً در آلبوم برادران صبری در کنسرت زنده در سالن علی بهای برگزار شد.

### دهه ۱۹۸۰

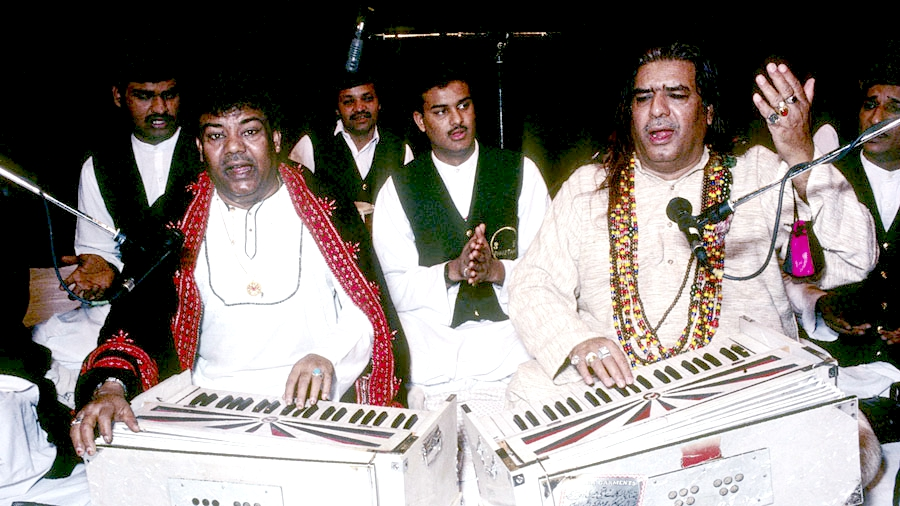
اجرای برادران صابری در فرانسه

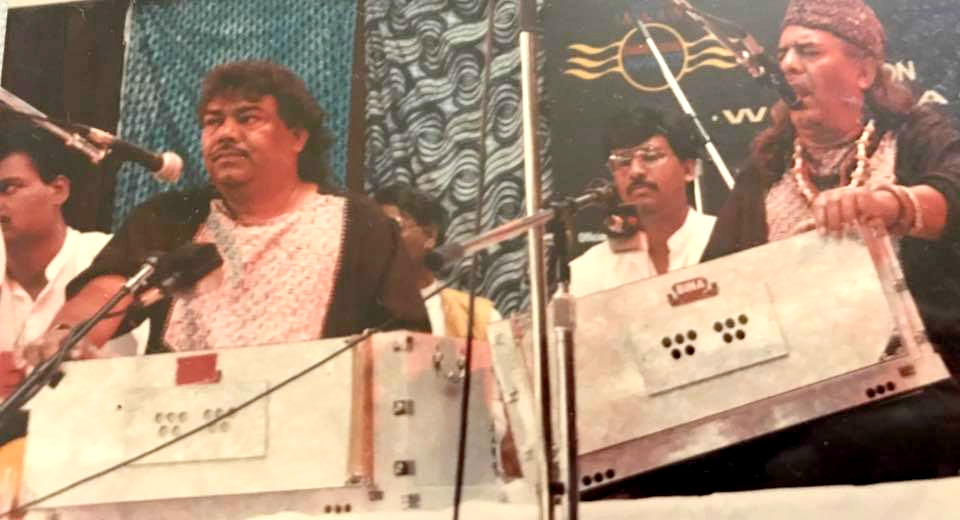
اجرای برادران صابری در جشنواره WOMAD. ۱۹۸۹

در ژوئن ۱۹۸۱، آنها در مؤسسه سلطنتی استوایی در آمستردام اجرا کردند که اجرایشان در آلبوم تسلیم منتشر شد.
در سال ۱۹۸۲، آنها در فیلم صحرای با قوالی معروف خود تاجدار حرام ظاهر شدند. همان سال آنها در هتل میدوی برای ساخت بیمارستان الشریف در نزدیکی فرودگاه کراچی برنامه اجرا کردند.
در سال ۱۹۸۳، آنها آلبوم نذره شاه کریم را به مناسبت گرامیداشت سالروز بزرگداشت طلایی آقاخان ضبط کردند که با حمایت مالی گروه تاجیکو برگزار شد. درآمد این آلبوم به بیمارستان آقاخان، کراچی اهدا شد. در ۳ اوت ۱۹۸۵، یک برنامه شگفت‌انگیز در هتل شرایتون، کراچی برگزار شد و مبلغ جمع‌آوری شد. ۱۴۱٬۵۰۰ روپیه سریلانکا برای صندوق سیل بنگلادش.
در سال ۱۹۸۵، مقبول احمد صابری یک آلبوم غزال به صورت انفرادی در حضور تماشاگران زنده در کراچی ضبط کرد، این آلبوم با عنوان Awargi منتشر شد که یک فیلم پرفروش بود. این آلبوم مجموعه ای از ساخته‌های سبک و بازیگوش شاعر فرهت شهزاد بود. در سال ۱۹۸۸، EMI Pakistan آلبوم غزل غزل دیگری از مقبول احمد صابری با عنوان Tere Ghungroo Toot Gaye به Kiya منتشر کرد که مورد توجه قرار گرفت. در همان سال وی قوالی را برای کارگردان موسیقی آنو مالک در فیلم هندی Gangaa Jamunaa Saraswati ضبط کرد.
در سال ۱۹۸۹، برادران صبری در جشنواره WOMAD که در انگلیس و فرانسه برگزار شد، به اجرای برنامه پرداختند. آنها آلبومی را در انگلستان ضبط کردند که در سال ۱۹۹۰ تحت عنوان آلبوم یا حبیب منتشر شد. یا حبیب از چهار آهنگ طولانی تشکیل شده‌است که هر کدام ترکیبی از آوازهای قدرتمند، حساس، غالباً بداهه با ضربات ریتمیک، تابلوی تپنده و هارمونیوم مسحور کننده هستند.
در سال ۱۹۸۹و ۱۹۹۲، آنها در جشنواره‌های مختلف همکاری منطقه ای آسیای جنوبی به اجرای برنامه پرداختند.

### دهه ۱۹۹۰

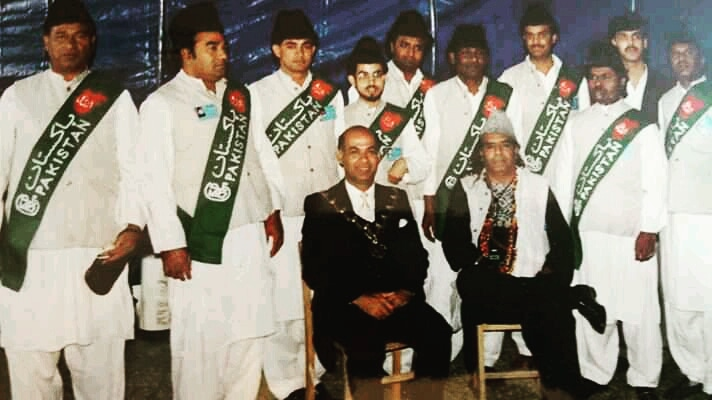
برادران صابری به رهبری غلام فرید صابری در ناتینگهام، ۱۹۹۱

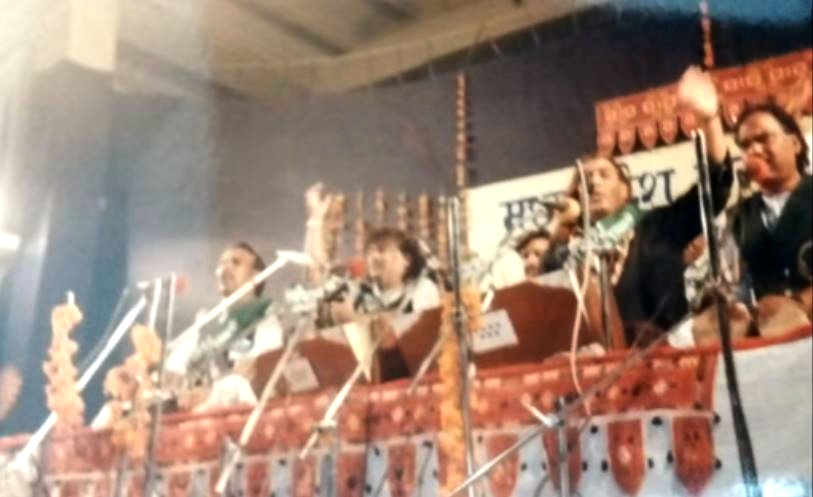
برادران صابری در حال اجرای کنسرت جشنواره SAARC که در بوپال برگزار شد، ۱۹۹۲

## میراث
- برادران صبری افتخار اجرا در المسجد النبی را در مقابل اتاق مقدس (رزا و رسول) را دریافت کردند.
- آنها در آواز به زبان فارسی تبحر کامل داشتند و علاقه زیادی به اجرای موسیقی کلام امیرخسرو داشتند.[۱۰]
- یک تابلوی نقاشی در اندازه واقعی از غلام فرید صبری که در اتاق جلسات خانه او مسلط است توسط نقاشان سینمای ناز برای اولین سالگرد درگذشت وی در سال ۱۹۹۵ساخته شد.
- در سال ۲۰۰۳، سامی یوسف، خواننده مشهور انگلیسی، آهنگ طلایی برادران صبری یا مصطفی را ایجاد کرد و آن را برای معروف‌ترین آلبوم خود با عنوان Al-Muallim به نمایش گذاشت. سامی یوسف در جریان یکی از مصاحبه‌های خود با بی‌بی‌سی ادعا کرد که وی از برادران صابری الهام گرفته‌است و موسیقی آنها بدون شک موسیقی معنویت و صلح است. وی همچنین ادعا کرد که الهام گرفتن از برادران صبری باعث شد وی یکی دیگر از اجراهای طلایی خود یا مصطفی را در آلبوم خود دوباره اجرا کند. سامی پذیرفت که این یکی از مشهورترین آثار وی است.
- در سال ۲۰۰۶، آمات الله آرمسترانگ چیشتی کتابی با عنوان چراغ عشق - سفر با برادران صبری در مورد برنامه تحقیق دربارهٔ مقدسین صوفیه و مزارهای آنها (مقدس) در پاکستان و هند و هنر قوالی از محبوب‌ترین خوانندگان صوفی پاکستان نوشت. برادران صابری.[۱۱]
- در مارس ۲۰۰۸، یک زیرگذر در نزدیکی لیاکوات آباد، کراچی به نام غلام فرید صابری نامگذاری شد.[۱۲]
- فصل هشتم استدیو کوکا ادای احترام ویژه برادران صابری را توسط عاطف اسلم با اجرای موفقیت‌آمیز تاجدار حرم انجام داد.[۱۳]
- بهار دو جولی مری یا محمد در سال ۲۰۱۵ در فیلم بالیوود Bajrangi Bhaijaan با خوانندگی عدنان سامی خان با کمی تغییر در ملودی و متن ترانه به نمایش درآمد.
- تاجدار حرام در سال ۲۰۱۸ در فیلم بالیوودی حقیقت تنها پیروزی است به نمایش درآمد و توسط ساجید- واجید بازآفرینی شد و توسط وجید خان از همان دو خوانده شد.

## جایزه‌ها و تقدیر
- جایزه افتخار عملکرد (Tamgha E Husn E Kaarkardagi) توسط رئیس‌جمهور پاکستان در سال ۱۹۷۸ برای کل گروه برادران صابری.
- جایزه روح دیترویت توسط دولت فدرال ایالات متحده برای غلام فرید صابری در سال ۱۹۸۱.
- خسرو رنگ برای هر دو غلام فرید صابری و مقبول احمد صابری (هند) در سال ۱۹۸۰.
- بلبل پاک هند توسط رئیس‌جمهور هند و رئیس‌جمهور پاکستان پاکستان برای غلام فرید صابری و مقبول احمد صابری در سال ۱۹۷۷.
- جایزه چارلز دوگل توسط شارل دوگل برای غلام فرید صابری و مقبول احمد صابری در سال ۱۹۸۳.
- درجه دکترا افتخاری به خاطر سوابق فوق‌العاده موفق آنها به برادران صابری اعطا شد Shikwa Jawab E Shikwa (از علامه اقبال)، توسط دانشگاه آکسفورد
- تانسن سامان (هند) در سال ۲۰۰۵توسط دولت مادیا پرادش به مقام احمد صبری اعطا شد.

## صفحات مرتبط
- امجد صابری